# Weseler Konvent
Der Weseler Konvent war eine Versammlung führender Kirchenleute aus niederländischen Flüchtlingsgemeinden. Er fand Anfang November 1568 in der Hansestadt Wesel statt. Die dort getroffenen Beschlüsse sind bis heute prägend für die Kirchenordnung der reformierten Kirchen in den Niederlanden und haben zur Einführung presbyterial-synodaler Strukturen auch in den Herzogtümern Jülich-Kleve-Berg, im 19. Jahrhundert schließlich in allen deutschen Landeskirchen geführt.

## Vorgeschichte und Anlass
Die niederländischen Provinzen, ein bevölkerungsreiches und wirtschaftlich bedeutendes Territorium, hatten sich von Anfang an der Reformation Luthers, später Calvins geöffnet. 1567 wurde der Herzog von Alba im Auftrag des Habsburgers Philipp II. Statthalter der Niederlande. Er unterdrückte brutal den Calvinismus und die niederländische Unabhängigkeitsbewegung und löste so den Achtzigjährigen Krieg (1568–1648) aus, der mit der Unabhängigkeit der Vereinigten Niederlande endete.
Im Zuge der Auseinandersetzungen zwischen den spanischen Habsburgern und den Niederlanden flüchteten viele Niederländer aus ihrer Heimat (vermutlich mehr als 100.000). Insbesondere von 1568 bis 1572 gab es eine große Flüchtlingswelle. Aufnahme fanden die Flüchtlinge am Niederrhein, in der Pfalz, in Ostfriesland und in England. An ihren jeweiligen Asylorten sammelten sie sich in eigenen reformierten Flüchtlingsgemeinden.
Ziel des Weseler Konvents von 1568 war es, diesen Flüchtlingsgemeinden eine einheitliche presbyteriale Struktur zu geben und sie durch einen synodalen Überbau miteinander zu vernetzen. Wesel als Veranstaltungsort hatte eine Vielzahl niederländischer Glaubensflüchtlinge aufgenommen, was sich im später erhaltenen Ehrennamen „Vesalia hospitalis“ (etwa gastfreundliches Wesel) ausdrückte.

## Verlauf und Beschlüsse
Anfang November 1568 trafen sich 43 führende Persönlichkeiten der niederländischen Exulanten (vor allem Prediger und Älteste, aber auch bedeutende Persönlichkeiten der politischen Opposition) in Wesel, um über eine Kirchenordnung für die niederländischen Gemeinden zu beraten. Aussagen zum genauen Verlauf des Treffens sind nicht möglich, da Quellen fehlen. Das Protokoll der Zusammenkunft, datiert auf den 3. November 1568, ist aber erhalten. Die dort dokumentierten Empfehlungen für eine Kirchenordnung beziehen sich einerseits auf das Leben der einzelnen Kirchengemeinden, andererseits beschreiben sie die Art ihrer Vernetzung durch ein zweistufiges System von Synoden.

### Die Einzelgemeinde
Das Leben der Einzelgemeinde wird anhand von vier Ämtern beschrieben, die in der Gemeinde besetzt werden sollen: Prediger, Ältester, Diakon und Lehrer bzw. „Prophet“. Dabei hat der Prediger die Aufgabe der Verkündigung. Die Ältesten leiten zusammen mit dem Prediger die Gemeinde. Dazu bilden sie gemeinsam das Konsistorium (Presbyterium). Der Diakon bzw. die Diakonin ist für die Armenpflege zuständig. Der Lehrer bzw. „Prophet“ – dieses Amt ist in den Beschlüssen nicht ganz eindeutig profiliert – hat die Aufgabe der theologischen Weiterbildung der Gemeinde. Mit dieser Ämterordnung nimmt der Weseler Konvent die Vierämterlehre Calvins auf.

### Der synodale Überbau
Für die Vernetzung der Gemeinden wird ein zweistufiger synodaler „Überbau“ beschlossen. Auf lokaler Ebene entsenden die Einzelgemeinden Abgesandte in die Classicalsynode (z. B. in die Classicalsynode Wesel, die das Gebiet des damaligen Herzogtums Kleve umfasst). Die Classicalsynoden entsenden ihrerseits Abgeordnete in die alsbald zu bildende Gesamtsynode („Provinzialsynode“). Mit diesem Kirchenaufbau rezipiert der Weseler Konvent die discipline ecclésiastique der französischen Hugenottenkirche von 1559.

## Wirkung

### In den niederländischen Gemeinden
Die Beschlüsse von Wesel wurden unmittelbar in den niederländischen Flüchtlingsgemeinden umgesetzt. Es wurden vier Classen gebildet: Pfalz, Jülich, Ostfriesland und Wesel. 1571 bestätigte eine erste Gesamtsynode in Emden die Beschlüsse von Wesel in allen wesentlichen Punkten und formte sie zu einer Kirchenordnung um. Allerdings wird das schon in Wesel nicht deutlich profilierte Amt des Lehrers bzw. „Propheten“ nicht mehr erwähnt, und auch die in Wesel in Erwägung gezogene Prediger- und Ältestenswahl durch kollegiale Wahlgremien mehrerer Nachbargemeinden wird zugunsten einer direkten Wahl durch die Einzelgemeinde aufgegeben.
Nach Rückkehr vieler Flüchtlinge in die Niederlande konnte 1578 erstmals die Gesamtsynode in den Niederlanden, in Dordrecht, zusammentreten.
Die in Wesel festgelegte Kirchenorganisation wurde also auf allen drei Stufen (Gemeinde, Classe, Gesamtsynode) verwirklicht. Dieser presbyterial-synodale Kirchenaufbau prägt die reformierten Kirchen in den Niederlanden bis heute.

### Im deutschen Kirchenwesen
Der Weseler Konvent war eine Zusammenkunft von niederländischen Kirchenführern. Dennoch haben  seine Beschlüsse und ihre Umsetzung in den niederländischen Flüchtlingsgemeinden erheblichen Einfluss auf die deutschen Gemeinden in Jülich-Kleve-Berg-Mark gehabt, zunächst vor allem auf die reformatorischen Gemeinden am Niederrhein: Die Ausstrahlungskraft der presbyterial-synodalen Kirchenordnung war so stark, dass sich ihr innerhalb weniger Jahre etliche deutsche Gemeinden anschlossen. Sie gaben sich Presbyterien (Konsistorien) als Leitungsorgane und traten der niederländischen Classe zu Wesel bei. Damit wurden sie Teil des niederländisch-reformierten Kirchenwesens.
1610 konstituierten die deutschen Gemeinden dann in Duisburg eine eigene Gesamtsynode und lösten sich damit aus der niederländischen Kirchenorganisation heraus. Die auf dem Weseler Konvent bzw. in Emden beschlossene Struktur behielten sie jedoch weiterhin bei. 1653 bestätigte eine Synode in Kleve die Kirchenordnung nach Weseler Vorbild. Auch wenn es in der Folgezeit nur teilweise gelang, staatliche Anerkennung für diese Kirchenordnung zu erhalten, wurde sie inoffiziell immer angewandt. Nach dem Wiener Kongress konnte sie schließlich in zähen Verhandlungen mit dem preußischen König Friedrich Wilhelm III. für die Rheinprovinz und die Provinz Westfalen offiziell durchgesetzt werden (Rheinisch-Westfälische Kirchenordnung von 1835).
Im 19. Jahrhundert gaben sich viele der evangelischen Landeskirchen Kirchenordnungen nach dem Vorbild der Rheinisch-Westfälischen Kirchenordnung. Vollends setzte sich das presbyterial-synodale System nach dem Wegfall des landesherrlichen Kirchenregiments (1918) durch, so dass heute in allen Landeskirchen die Gemeinden von Presbyterien (Kirchenvorständen, Kirchenräten) geleitet werden und alle Landeskirchen (teils ergänzt um episkopale Führungsstrukturen) über einen mehrstufigen synodalen Überbau verfügen.
Somit haben die Beschlüsse des Weseler Konvents von 1568 nicht nur das niederländisch-reformierte Kirchenwesen geprägt, sondern auch die Gliedkirchen der Evangelischen Kirche in Deutschland (EKD), am nachhaltigsten die Evangelische Kirche von Westfalen und die Evangelische Kirche im Rheinland, auf deren Territorium der Weseler Konvent tagte, sowie die Evangelisch-reformierte Kirche und die Lippische Landeskirche.

## Zum Forschungsstand
1982 stieß Jan Pieter van Dooren eine Diskussion an, ob der Weseler Konvent wirklich in Wesel und wirklich 1568 stattgefunden habe. Van Dooren postulierte, der Konvent habe in Antwerpen stattgefunden, und zwar Ende 1566 oder Anfang 1567. Im Protokoll seien als Vorsichtsmaßnahme ein falscher Ort und eine falsche Zeit verzeichnet. Wurde van Doorens These schon durch die Replik von Walter Stempel erheblich in Zweifel gezogen und von Owe Boersma modifiziert, so konnte der Exkurs von Herbert Kipp (Seite 411–417) den im Protokoll genannten Ort (Wesel) und die Zeit (November 1568) wiederum plausibel erscheinen lassen.
Die neueste Arbeit zum Weseler Konvent legte Jesse A. Spohnholz im Jahr 2004 vor. Spohnholz macht plausibel, dass Initiative und Organisation des Weseler Konvents in Händen des Consistoriums der niederländischen Flüchtlingsgemeinde in Wesel lagen.

### Beschlüsse des Weseler Konvents
- J. F. Gerhard Goeters (Hrsg.): Die Beschlüsse des Weseler Konvents von 1568 (= Schriftenreihe des Vereins für Rheinische Kirchengeschichte 30). Presseverband der Evangelischen Kirche im Rheinland, Düsseldorf 1968.

### Sekundärliteratur
- Adrianus 's Gravezande: Twee honderd jarige gedachtenis van het eerste synode der Nederlandsche kerken onder het kruis … gehouden te Wesel den 3 Nov. 1568. Pieter Gillissen, M. H. Callenfels Witwe, Middelburg 1769 (Google-Books)
- Owe Boersma: Vluchtig voorbeeld. De nederlandse, franse en italiaanse vluchtelingenkerken in Londen, 1568–1585. Theolog. Akad., Diss. Kampen 1994; darin: Het Convent van Wezel: een raadsel opgelost?, S. 197–206.
- Jan Pieter van Dooren: Der Weseler Konvent 1568. Neue Forschungsergebnisse. In: Monatshefte für Evangelische Kirchengeschichte im Rheinland 31 (1982), S. 41–55.
- Herbert Frost: Der Konvent von Wesel im Jahre 1568 und sein Einfluß auf das Entstehen eines deutschen evangelischen Kirchenverfassungsrechts. In: Ders.: Ausgewählte Schriften zum Staats- und Kirchenrecht, hg. v. Manfred Baldus u. a. (= Jus Ecclesiasticum 65) Tübingen 2001, S. 65–115. ISBN 3-16-147396-5.
- Johann F. Gerhard Goeters: Der Weseler Konvent niederländischer Flüchtlinge vom 3. November 1568. In: Weseler Konvent 1568–1968: Eine Jubiläumsschrift (= Schriftenreihe des Vereins für Rheinische Kirchengeschichte 29). Presseverband der Evangelischen Kirche im Rheinland, Düsseldorf 1968, S. 88–114.
- Herbert Kipp: „Trachtet zuerst nach dem Reich Gottes“. Landstädtische Reformation und Rats-Konfessionalisierung in Wesel (1520–1600) (= Schriften der Heresbach-Stiftung Kalkar 12). Bielefeld 2004.
- Wilhelm Maurer: Zur Vorgeschichte der rheinisch-westfälischen Kirchenordnung von 1835. In: Gerhard Müller, Gottfried Seebaß (Hrsg.): Die Kirche und ihr Recht: Gesammelte Aufsätze zum evangelischen Kirchenrecht (= Jus Ecclesiasticum 23). Mohr Siebeck, Tübingen 1976, S. 279–309. ISBN 3-16-637702-6.
- Ulrich Scheuner: Die Beschlüsse des Weseler Konvents in ihrer Auswirkung auf die Entwicklung der Kirchenordnung in Rheinland-Westfalen. In: Weseler Konvent 1568-1968: Eine Jubiläumsschrift (= Schriftenreihe des Vereins für Rheinische Kirchengeschichte 29). Presseverband der Evangelischen Kirche im Rheinland, Düsseldorf 1968, S. 163–191.
- Jesse A. Spohnholz: Strangers And Neighbors. The Tactics of Toleration in the Dutch Exile Community of Wesel, 1550–1590. Dissertation, Iowa 2004.
- Walter Stempel: Einige Anfragen zu „Der Weseler Konvent 1568, Neue Forschungsergebnisse“. In: Monatshefte für Evangelische Kirchengeschichte im Rheinland 31 (1982), S. 338–340.